# ミナリ
『ミナリ』（原題:Minari）は2020年のアメリカ合衆国のドラマ映画。監督はリー・アイザック・チョン、出演はスティーヴン・ユァン、ハン・イェリ、ユン・ヨジョンなど。韓国系の移民二世で、アメリカの田舎町で育ったチョン監督が、自らの体験をもとに、アーカンソー州に移住した韓国系の一家とその祖母の喜怒哀楽を描いたホームドラマ。
第93回アカデミー賞ではユン・ヨジョンが韓国出身の俳優として史上初、アジア人としては1957年の映画『サヨナラ』のナンシー梅木以来、63年ぶり2人目となる助演女優賞を受賞した。
原題の「Minari（미나리）」は朝鮮語でセリを意味する語である。公式サイトの説明によると「たくましく地に根を張り、2度目の旬が最もおいしいことから、子供世代の幸せのために、親の世代が懸命に生きるという意味が込められている」という。

## ストーリー
1980年代のアメリカ合衆国。韓国系の移民のジェイコブ・イは一攫千金の夢を掴むべく、妻のモニカと長女のアンと長男のデビッドを引き連れてアーカンソー州の田舎町へと移住する。ジェイコブは一から農地を開拓して大農場主に成り上がろうとしていたが、モニカはそんな夫を冷ややかな目で見ている。ほどなくして、モニカの母スンジャが幼い子供たちの世話をするために韓国からやってきて一家と同居することになる。スンジャは並々ならぬ毒舌家だったが、どこか憎めないところもあり、一家の生活（特にデビッド）に刺激をもたらすことになる。
その一方で、農場経営は一向に軌道に乗らず、家計は火の車であった。様々な困難に直面したジェイコブは挫けるどころか、却って成功への意欲を燃やす。そして、全てを犠牲にする勢いで経営に没頭していったが、そのためにジェイコブとモニカの夫婦仲は険悪なものとなる。そんなある日、スンジャが脳梗塞で倒れ、右半身に障害が残ってしまう。

## キャスト
※括弧内は日本語吹替。
- ジェイコブ・イ: スティーヴン・ユァン（寸石和弘）
- モニカ・イ: ハン・イェリ（嶋村侑）
- デビッド: アラン・キム（英語版）（木村新汰）
- アン: ノエル・ケイト・チョー（いのうえ未ちる）
- スンジャ: ユン・ヨジョン（真山亜子）
- ポール: ウィル・パットン（梅津秀行）
- ビリー: スコット・ヘイズ（中村光樹）
- ミスター・ハーラン: ダリル・コックス
- ミセス・オー: エスター・ムーン

## 製作
2019年7月11日、本作の主要キャストが発表された。同月、本作の主要撮影が始まった。12月13日、エミール・モッセリが本作で使用される楽曲を手がけるとの報道があった。

## 公開・マーケティング
2020年1月26日、本作はサンダンス映画祭でプレミア上映され、審査員賞と観客賞の双方でグランプリに輝いた。9月30日、本作のオフィシャル・トレイラーが公開された。

## ゴールデングローブ賞におけるカテゴライズをめぐる批判
2020年12月22日、ゴールデングローブ賞を主催するハリウッド外国人映画記者協会は台詞の半分以上が朝鮮語であることを理由に、本作を作品賞の候補作から除外した。こうした措置に対し、アジア系の映画人を中心に批判の声が上がった。ルル・ワンは「今年、私が見た映画の中で『ミナリ』以上にアメリカ的な映画はありませんでした。同作は移民一家についての物語です。彼らはアメリカで、アメリカン・ドリームを掴もうとしていたのです。アメリカ人は英語しか話さないという古くさい定義を変えなければなりません」と述べた。また、ハリー・シャム・ジュニアは『イングロリアス・バスターズ』（台詞の約7割が非英語）が作品賞にノミネートされたことを引き合いに出し、本作の除外に疑義を呈した。

## 評価
本作は批評家から絶賛されている。映画批評集積サイトのRotten Tomatoesには65件のレビューがあり、批評家支持率は100%、平均点は10点満点で8.6点となっている。サイト側による批評家の見解の要約は「スティーヴン・ユァンとハン・イェリの魅力溢れる演技のお陰で、『ミナリ』は1980年代のアメリカにおける家族と同化の物語―それは胸が痛むほど切実なものだが、優しさも確かにある―を描ききった。」となっている。また、Metacriticには14件のレビューがあり、加重平均値は88/100となっている。

### 受賞・ノミネート一覧
| 賞                                   | 発表日         | カテゴリ                             | 対象者 | 結果       | 出典          |
| ------------------------------------ | -------------- | ------------------------------------ | --- | ---------- | ------------- |
| サンダンス映画祭                     | 2020年2月1日   | グランプリ（審査員大賞：ドラマ部門） | リー・アイザック・チョン | 受賞       | [ 21 ]        |
| サンダンス映画祭                     | 2020年2月1日   | グランプリ（観客賞：ドラマ部門）     | リー・アイザック・チョン | 受賞       | [ 21 ]        |
| ボストン映画批評家協会賞             | 2020年12月13日 | 助演女優賞                           | ユン・ヨジョン | 受賞       | [ 22 ]        |
| ボストン映画批評家協会賞             | 2020年12月13日 | 作曲賞                               | エミール・モッセリ | 受賞       | [ 22 ]        |
| ボストン映画批評家協会賞             | 2020年12月13日 | アンサンブル・キャスト賞             | | 次点       | [ 22 ]        |
| ロサンゼルス映画批評家協会賞         | 2020年12月20日 | 助演女優賞                           | ユン・ヨジョン | 受賞       | [ 23 ]        |
| シカゴ映画批評家協会賞               | 2020年12月21日 | 主演男優賞                           | スティーヴン・ユァン | ノミネート |               |
| シカゴ映画批評家協会賞               | 2020年12月21日 | 助演女優賞                           | ユン・ヨジョン | ノミネート |               |
| シカゴ映画批評家協会賞               | 2020年12月21日 | 有望監督賞                           | リー・アイザック・チョン | ノミネート |               |
| フロリダ映画批評家協会賞             | 2020年12月21日 | 作品賞                               | | 次点       |               |
| フロリダ映画批評家協会賞             | 2020年12月21日 | 監督賞                               | リー・アイザック・チョン | ノミネート |               |
| フロリダ映画批評家協会賞             | 2020年12月21日 | 助演女優賞                           | ユン・ヨジョン | 次点       |               |
| フロリダ映画批評家協会賞             | 2020年12月21日 | 脚本賞                               | リー・アイザック・チョン | 受賞       |               |
| フロリダ映画批評家協会賞             | 2020年12月21日 | アンサンブル演技賞                   | | ノミネート |               |
| フロリダ映画批評家協会賞             | 2020年12月21日 | 外国語映画賞                         | | 次点       |               |
| オクラホマ映画批評家協会賞           | 2021年1月6日   | 作品賞                               | | 受賞       | [ 24 ]        |
| オクラホマ映画批評家協会賞           | 2021年1月6日   | 助演女優賞                           | ユン・ヨジョン | 受賞       | [ 24 ]        |
| ゴッサム・インディペンデント映画賞   | 2021年1月11日  | 女優賞                               | ユン・ヨジョン | ノミネート | [ 25 ] [ 26 ] |
| サンフランシスコ映画批評家協会賞     | 2021年1月18日  | 作品賞                               | | ノミネート | [ 27 ]        |
| サンフランシスコ映画批評家協会賞     | 2021年1月18日  | 監督賞                               | リー・アイザック・チョン | ノミネート | [ 27 ]        |
| サンフランシスコ映画批評家協会賞     | 2021年1月18日  | 主演男優賞                           | スティーヴン・ユァン | ノミネート | [ 27 ]        |
| サンフランシスコ映画批評家協会賞     | 2021年1月18日  | 助演女優賞                           | ユン・ヨジョン | 受賞       | [ 27 ]        |
| サンフランシスコ映画批評家協会賞     | 2021年1月18日  | 脚本賞                               | リー・アイザック・チョン | 受賞       | [ 27 ]        |
| サンフランシスコ映画批評家協会賞     | 2021年1月18日  | 作曲賞                               | エミール・モッセリ | ノミネート | [ 27 ]        |
| オンライン映画批評家協会賞           | 2021年1月25日  | 作品賞                               | | ノミネート | [ 28 ] [ 29 ] |
| オンライン映画批評家協会賞           | 2021年1月25日  | 主演男優賞                           | スティーヴン・ユァン | ノミネート | [ 28 ] [ 29 ] |
| オンライン映画批評家協会賞           | 2021年1月25日  | 助演女優賞                           | ユン・ヨジョン | ノミネート | [ 28 ] [ 29 ] |
| オンライン映画批評家協会賞           | 2021年1月25日  | オリジナル脚本賞                     | リー・アイザック・チョン | ノミネート | [ 28 ] [ 29 ] |
| オンライン映画批評家協会賞           | 2021年1月25日  | 作曲賞                               | エミール・モッセリ | ノミネート | [ 28 ] [ 29 ] |
| オンライン映画批評家協会賞           | 2021年1月25日  | 外国語映画賞                         | | 受賞       | [ 28 ] [ 29 ] |
| ナショナル・ボード・オブ・レビュー賞 | 2021年1月26日  | 作品賞トップ10                       | | 入選       | [ 30 ]        |
| ナショナル・ボード・オブ・レビュー賞 | 2021年1月26日  | 助演女優賞                           | ユン・ヨジョン | 受賞       | [ 30 ]        |
| ナショナル・ボード・オブ・レビュー賞 | 2021年1月26日  | オリジナル脚本賞                     | リー・アイザック・チョン | 受賞       | [ 30 ]        |
| ニューヨーク映画批評家オンライン賞   | 2021年1月26日  | 作品賞                               | | 受賞       | [ 31 ]        |
| ニューヨーク映画批評家オンライン賞   | 2021年1月26日  | 助演女優賞                           | ユン・ヨジョン | 受賞       | [ 31 ]        |
| ニューヨーク映画批評家オンライン賞   | 2021年1月26日  | 外国語映画賞                         | | 受賞       | [ 31 ]        |
| ユタ映画批評家協会賞                 | 2021年2月13日  | 作品賞                               | | 受賞       | [ 32 ]        |
| ユタ映画批評家協会賞                 | 2021年2月13日  | 監督賞                               | リー・アイザック・チョン | 次点       | [ 32 ]        |
| ユタ映画批評家協会賞                 | 2021年2月13日  | 主演男優賞                           | スティーヴン・ユァン | 次点タイ   | [ 32 ]        |
| ユタ映画批評家協会賞                 | 2021年2月13日  | 助演女優賞                           | ユン・ヨジョン | 次点       | [ 32 ]        |
| ゴールデングローブ賞                 | 2021年2月28日  | 外国語映画賞                         | | 受賞       | [ 33 ] [ 34 ] |
| クリティクス・チョイス・アワード     | 2021年3月7日   | 作品賞                               | | ノミネート | [ 35 ] [ 36 ] |
| クリティクス・チョイス・アワード     | 2021年3月7日   | 監督賞                               | リー・アイザック・チョン | ノミネート | [ 35 ] [ 36 ] |
| クリティクス・チョイス・アワード     | 2021年3月7日   | 主演男優賞                           | スティーヴン・ユァン | ノミネート | [ 35 ] [ 36 ] |
| クリティクス・チョイス・アワード     | 2021年3月7日   | 助演女優賞                           | ユン・ヨジョン | ノミネート | [ 35 ] [ 36 ] |
| クリティクス・チョイス・アワード     | 2021年3月7日   | 若手俳優賞                           | アラン・キム | 受賞       | [ 35 ] [ 36 ] |
| クリティクス・チョイス・アワード     | 2021年3月7日   | アンサンブル演技賞                   | | ノミネート | [ 35 ] [ 36 ] |
| クリティクス・チョイス・アワード     | 2021年3月7日   | オリジナル脚本賞                     | リー・アイザック・チョン | ノミネート | [ 35 ] [ 36 ] |
| クリティクス・チョイス・アワード     | 2021年3月7日   | 作曲賞                               | エミール・モッセリ | ノミネート | [ 35 ] [ 36 ] |
| クリティクス・チョイス・アワード     | 2021年3月7日   | 撮影賞                               | ラクラン・ミルン | ノミネート | [ 35 ] [ 36 ] |
| クリティクス・チョイス・アワード     | 2021年3月7日   | 外国語映画賞                         | | 受賞       | [ 35 ] [ 36 ] |
| 全米映画俳優組合賞                   | 2021年4月4日   | キャスト賞                           | アラン・キム、ノエル・ケイト・チョー、ハン・イェリ、ユン・ヨジョン、スティーヴン・ユァン、スコット・ヘイズ、ウィル・パットン | ノミネート | [ 37 ] [ 38 ] |
| 全米映画俳優組合賞                   | 2021年4月4日   | 主演男優賞                           | スティーヴン・ユァン | ノミネート | [ 37 ] [ 38 ] |
| 全米映画俳優組合賞                   | 2021年4月4日   | 助演女優賞                           | ユン・ヨジョン | 受賞       | [ 37 ] [ 38 ] |
| アカデミー賞                         | 2021年4月25日  | 作品賞                               | クリスティーナ・オー | ノミネート | [ 39 ]        |
| アカデミー賞                         | 2021年4月25日  | 監督賞                               | リー・アイザック・チョン | ノミネート | [ 39 ]        |
| アカデミー賞                         | 2021年4月25日  | 主演男優賞                           | スティーヴン・ユァン | ノミネート | [ 39 ]        |
| アカデミー賞                         | 2021年4月25日  | 助演女優賞                           | ユン・ヨジョン | 受賞       | [ 39 ]        |
| アカデミー賞                         | 2021年4月25日  | 脚本賞                               | リー・アイザック・チョン | ノミネート | [ 39 ]        |
| アカデミー賞                         | 2021年4月25日  | 作曲賞                               | エミール・モッセリ | ノミネート | [ 39 ]        |